# Liste der Straßen in Essen-Stoppenberg
Die Liste der Straßen in Essen-Stoppenberg beschreibt das Straßensystem im Essener Stadtteil Stoppenberg mit den entsprechenden historischen Bezügen.

## Einführung und Überblick
In Essen-Stoppenberg leben 16626 Einwohner (30. September 2022) auf einer Fläche von 5,37 km². Stoppenberg hat die Postleitzahlenbezirke 45141 und 45327.
Erste urkundliche Erwähnung fand Stoppenberg mit dem Bau der Stiftskirche Maria in der Not auf dem Stoppenberg genannten Hügel durch die Essener Fürstäbtissin Schwanhild im Jahre 1073. Sie wurde als Nikolauskapelle 1074 von Erzbischof Anno II. geweiht. Die ältesten Spuren einer Besiedelung von Stoppenberg wurden am Anfang des 21. Jahrhunderts an der Twentmannstraße gefunden und stammen aus dem 11. Jahrhundert, eben aus jener Zeit, in der die Fürstäbtissin Schwanhild die Stiftskirche bauen ließ.
Stoppenberg wird durch die Stadtteile Altenessen im Westen und Norden, Katernberg im Nordosten, Schonnebeck im Osten, Frillendorf im Südosten und Essen-Mitte im Süden begrenzt.
Es gibt 105 benannte Verkehrsflächen, darunter zwei Plätze: Barbarossaplatz und Stoppenberger Platz. 12 Straßen verlaufen nur teilweise im Stadtteil: Backwinkelstraße, Ramers Kamp, Seumannstraße, Graitengraben und Twentmannstraße führen nach Altenessen-Süd; Bullmannaue, Gelsenkirchener Straße, Josef-Hoeren-Straße und Köln-Mindener-Straße führen nach Katernberg; die Hallostraße führt nach Schonnebeck; Ernestinenstraße und Manderscheidtstraße führen nach Frillendorf.
Durch den Stadtteil Stoppenberg verläuft
- die Landesstraße L 20 in Nord-Süd-Richtung von Altenessen kommend über die Backwinkelstraße, Im Mühlenbruch und Ernestinenstraße nach Frillendorf
- Die Landesstraße L 21 in Ost-West-Richtung auf der Gelsenkirchener Straße
- die Landesstraße L 452 in Ost-West-Richtung von Schonnebeck kommend über die Hallostraße und Essener Straße ins Nordviertel
- die Kreisstraße K 21 auf der Gelsenkirchener Straße

## Liste der Straßen
Die nachfolgende Tabelle gibt eine Übersicht über die Straßen und Wege im Stadtteil mit entsprechenden Informationen.
- Name: aktuelle Bezeichnung der Straße.
- Länge/Maße in Metern: Die in der Übersicht enthaltenen Längenangaben sind gerundete Übersichtswerte, die in Google Earth mit dem dortigen Maßstab ermittelt wurden. Sie dienen Vergleichszwecken und werden, sofern amtliche Werte bekannt sind, ausgetauscht und gesondert gekennzeichnet. Der Zusatz „+“ bemerkt die Länge einer Straße in der Hauptlänge „+“ die abzweigenden Nebenstraßen. Bei Plätzen sind die Maße in der Form ab angegeben. Der Zusatz (im Stadtteil) gibt an, dass die Länge die des Straßenabschnitts innerhalb des Stadtkerns ist, sofern die Straße in benachbarte Stadtteile weitergeführt wird. Der Zusatz (ohne Stichstraßen) gibt bei verzweigten Straßen die Länge der „Hauptstraße“ an. Der Zusatz (alle Straßenabschnitte zusammen) gibt an, dass die Straße so verwinkelt ist, dass keine „Hauptstraße“ besteht. Stattdessen wird die Länge aller Straßenabschnitte zusammengezählt.
- Herleitung: Ursprung oder Bezug des Namens
- Datum der Benennung: amtliche Erstbenennung
- Anmerkungen: zusätzliche Informationen
- Bild: Foto der Straße oder eines anliegenden Objekts

| Name                   | Länge/Maße (in Metern)        | Herleitung | Datum der Benennung | Bemerkungen | Bild                                                       |
| ---------------------- | ----------------------------- | --- | ------------------- | --- | ---------------------------------------------------------- |
| Am Bruchweiher         | 240                           | Flurname | 10. Sep. 2002       | Bruch ist ein alter Begriff für ein Feuchtgebiet, Weiher für stilles Gewässer. Zwischen den Kotten Pröllken und Roemer sind tatsächlich mehrere Bruchweiher auf der Honigmannkarte von 1806 zu erkennen. Die Straße verläuft in einer Schlaufe zwischen Ramers Kamp im Süden und An Römerskotten im Norden. |                                                            |
| Am Reiterhof           | 170                           | Reiterhof Liefke                                                                                                 | 24. Juni 1988       | Die Straße zweigt östlich von der Josef-Hoeren-Straße ab und liegt an der Grenze zu Katernberg. An der Straße liegt das Gemeindezentrum Nord und der ehemalige Stratmann-Kotten, der nun ein Reiterhof ist. | Am Reiterhof 28                                            |
| Am Schroerkotten       | 140                           | Familie Schroer, bewirtschaftete den Kotten an der Rahm Heide                                                    | 16. Sep. 1997       | Die Straße ist eine Siedlungsstraße östlich der Philippstraße und in der Nähe der Straße An der Hütung. |                                                            |
| Am Schultenhof         | 275                           | Schultenhof, Verwaltungssitz des Stiftes Stoppenberg                                                             | 30. Okt. 1928       | Die Straße führt von der Grabenstraße und der Hallostraße zum Kapitelberg. |                                                            |
| Am Stoppenberger Bach  | 220                           | Stoppenberger Bach                                                                                               | 31. Dez. 2002       | Der Stoppenberger Bach verläuft hier unterirdisch und ist erst an der Twentmannstraße wieder oberirdisch zu sehen. Die Siedlungsstraße zweigt von Esternhovede ab und endet als Sackgasse. |                                                            |
| An der Blumenwiese     | 320                           | Ehemalige Rapsfelder                                                                                             | 14. Dez. 1999       | Die verkehrsberuhigte Siedlungsstraße verläuft parallel zur Feldhausaue und zweigt westlich vom Großwesterkamp ab. Sie liegt in der Nähe der ehemaligen Kokerei Zollverein. |                                                            |
| An der Hütung          | 370                           | Hütung der Rahm Heide                                                                                            | 14. Dez. 1966       | Die verkehrsberuhigte Siedlungsstraße liegt zwischen Philippstraße und Josef-Hoeren-Straße. |                                                            |
| An Römerskotten        | 245                           | Kotten: Roemer                                                                                                   | 16. Sep. 1997       | Der Kotten befand sich ungefähr am Ramers Kamp wo auch der Bruchweiher lag. |                                                            |
| Arendahls Hang         | 355                           | Flurname | 21. Apr. 1971       | Die Straße liegt in der Nähe von Arendahls Wiese und zweigt von Im Looscheid ab. |                                                            |
| Arendahls Wiese        | 1920 + 345                    | Flurname | 17. Dez. 1963       | Die lang gezogene Straße führt von der Haldenstraße im Norden an der Grenze zu Essen-Katernberg über die Backwinkelstraße bis zur Twentmannstraße im Süden. Im nördlichen Bereich liegt die ehemalige Kokerei Zollverein. Südlich der Backwinkelstraße ist Arendahls Wiese eine Siedlungsstraße, an dessen Ostseite die Kleingärten des KGV Stoppenberg liegen, die mit über 250 Gärten größte zusammenhängende Kleingartenanlage in Stoppenberg. |                                                            |
| Auf dem Erdwinkel      | 150                           | Alte Bezeichnung auf einer Katasterkarte                                                                         | 26. Jan. 1990       | Der ursprünglich ausgewählte Namen „Hugenkampskotten“ fand bei den Anwohnern keine Zustimmung. Die verkehrsberuhigte Straße zweigt vom Hugenkamp ab. |                                                            |
| Aufhau                 | 90                            | Begriff aus dem Bergbau                                                                                          | 3. März 1953        | Aufhauen, Überhausen oder Überbruch bezeichnet im Bergbau einen Grubenbau von unten nach oben um die spätere Abbaufront freizulegen. Die Straße verbindet den Linnekeskamp mit Arendahls Wiese. |                                                            |
| Backwinkelstraße       | 730 (im Stadtteil)            | Wilhelm Backwinkel (1843–1916), Betriebsführer und später Direktor der Zeche Helene und Amalie von 1870 bis 1896 | 9. Juli 1915        | Backwinkel war auch politisch tätig, er gehörte dem Essener Kreistag an, war Beigeordneter der früheren Bürgermeisterei Altendorf sowie Mitglied des Essener Gemeinderats. Die Straße mündet von der Grenze nach Altenessen im Westen kommend in der Straße Im Mühlenbruch. |                                                            |
| Barbarossaplatz        | 110 × 43 (Platz) 250 (Straße) | Kaiser Friedrich I. (1123–1190), genannt Barbarossa                                                              | 14. Nov. 1935       | Der Platz liegt an der Thomaskirche der evangelische Thomasgemeinde. Die Kirche wurde am 17. November 1900 eingeweiht, im Zweiten Weltkrieg zerstört und 1952 wieder in Gebrauch genommen. Die Thomasgemeinde entstand 2011 aus einer Fusion der evangelische Kirchengemeinden Frillendorf und Stoppenberg. | Thomaskirche                                               |
| Bruchstraße            | 880                           | Ehemalige Westerbruch                                                                                            | 29. März 1892       | Die Bruchstraße verläuft von der Grenze zu Altenessen und Katernberg südlich zur Köln-Mindener-Straße an den Fluren Kleine Westerbroich und Kleine Rahm vorbei. |                                                            |
| Buchenkamp             | 220                           | Flurname | etwa 1921           | Die Siedlungsstraße zweigt vom Schultenkamp ab und verläuft am Ende als Fußweg zum Stiftsdamenwald. |                                                            |
| Bullmannaue            | 520 + 165 (im Stadtteil)      | Kotten Bullmann                                                                                                  | 14. Nov. 1935       | Aus Katernberg kommend kreuzt die Bullmannaue die Haldenstraße, zweigt in die Martin-Kremmer-Straße und mündet in der Gelsenkirchener Straße. |                                                            |
| Conrad-Engels-Weg      | 265                           | Conrad Engels, Kaufmann                                                                                          | um 2003             | Nachdem zwischen 1842 und 1846 Mutungen für 13 Felder eingereicht wurden, begann der Kaufmann Engels 1845 mit der Erbohrung den „Flötz Zollverein“. 1847 gründete Franz Haniel durch Konsolidation verschiedener Mutungen die Zeche Zollverein. 1895 entstand am heutigen Conrad-Engels-Weg zwischen Gelsenkirchener Straße und Hallostraße Schacht 6 der Zeche Zollverein. |                                                            |
| Distelkamp             | 105                           | Flurname | 20. Juli 1906       | Der Distelkamp liegt zwischen Essener Straße und Schwanhildenstraße. | Distelkamp 1, Hotel Petul                                  |
| Erdpohlweg             | 335                           | Kotten Große Erdpohl                                                                                             | 18. Sep. 1974       | Die Straße verläuft bogenförmig und liegt parallel zum Löskenweg und Kersthover Ring zwischen Lauenbüschken und Im Looscheid. |                                                            |
| Erlenkampsweg          | 590 + 190                     | Flurname | 30. Okt. 1928       | Der Erlenkamp verläuft bogenförmig nördlich der Backwinkelstraße und kreuzt die Röhrkestraße. Am Erlenkampweg lag die 1957 in Gebrauch genommene und 2018 entweihte Kirche am Erlenkampsweg der Thomasgemeinde. |                                                            |
| Ernestinenstraße       | 1175 (im Stadtteil)           | Lage an der ehemaligen Zeche Friedrich Ernestine                                                                 | 29. März 1892       | Die Ernestinenstraße ist eine der Hauptstraßen in Stoppenberg. Sie beginnt an der Essener Straße, nahe dem Barbarossaplatz und führt in südlicher Richtung nach Frillendorf wo sie fortgeführt wird. |                                                            |
| Essener Straße         | 1230                          | Von Stoppenberg nach Essen führende Straße                                                                       | 29. März 1892       | Die Essener Straße ist eine der Hauptstraße in Stoppenberg und beginnt an der westlichen Grenze zum Nordviertel und verläuft östlich bis zur Hallostraße. Die Essener Straße führt die Landesstraße 452, welche von der Hallostraße fortgeführt wird. | Essener Straße 4                                           |
| Esternhovede           | 430                           | Hof Estermann bzw. Esternhove                                                                                    | 14. Nov. 1935       | Die Straße zweigt nördlich von der Essener Straße ab, kreuzt die Grabenstraße und endet an der Tuttmannstraße. |                                                            |
| Etterbach              | 135                           | Flurname: Etter                                                                                                  | 14. Nov. 1935       | Die Straße liegt zwischen Hugenkamp und Hertzlerstraße. |                                                            |
| Feldhausaue            | 160                           | Bauer Feldhaus                                                                                                   | 14. Dez. 1999       | Die Feldhausaue verläuft parallel zum Großwesterkamp in der Schleife von An der Blumenwiese. |                                                            |
| Flöz Zollverein        | 330                           | Zeche Zollverein                                                                                                 | 7. Nov. 2000        | Nachdem zwischen 1842 und 1846 Mutungen für 13 Felder eingereicht wurden, begann der Kaufmann Engels 1845 mit der Erbohrung den „Flötz Zollverein“. 1847 gründete Franz Haniel durch Konsolidation verschiedener Mutungen die Zeche Zollverein. 1895 entstand an der heutigen Straße Flöz Zollverein zwischen Gelsenkirchener Straße und Hallostraße Schacht 6 der Zeche Zollverein. |                                                            |
| Fritz-Schupp-Allee     | 930                           | Fritz Schupp (1896–1974), Architekt                                                                              | 9. Nov. 2004        | Fritz Schupp war Architekt der Schachtanlage Zeche Zollverein 12, an der die Fritz-Schupp-Allee zwischen Gelsenkirchener Straße und Arendahls Wiese auch vorbeiführt. |                                                            |
| Gartenkamp             | 170                           | Flurname | 6. Mai 1914         | Die Siedlungsstraße zweigt von der Ernestinenstraße ab und endet als Sackgasse. |                                                            |
| Gelsenkirchener Straße | 1600 (im Stadtteil)           | Hauptausfallstraße nach Gelsenkirchen                                                                            | 18. Juni 1945       | Die Gelsenkirchener Straße ist eine der Hauptstraßen in Stoppenberg und sie nimmt den Verlauf der Essener Straße auf und führt an der Zeche Zollverein vorbei in den angrenzenden Stadtteil Katernberg. | Gelsenkirchener Straße 209, SANAA-Gebäude                  |
| Gerhard-Küchen-Straße  | 120                           | Gerhard Küchen (1861–1932), Geschäftsführer der Firma Mathias Stinnes                                            | 20. Feb. 1911       | Die Straße liegt zwischen Kösters Busch und Steingröverstraße. |                                                            |
| Glückaufstraße         | 150                           | Siedlung der Zeche Friedrich Ernestine                                                                           | 18. Dez. 1906       | „Glückauf“ ist ein deutscher Bergmannsgruß. Es bedeutet in etwa: „es mögen sich Erzgänge auftun“. Die Straße liegt zwischen Honigmannstraße und Helfenbergweg. |                                                            |
| Grabenstraße           | 1060                          | Wasser gefüllter Graben am Fuße des Stoppenberger Kirchbergs                                                     | 29. März 1892       | Die Straße zweigt nördlich vom Kapitelberg von der Essener Straße ab und verläuft weiter parallel zu ihr, dabei kreuzt die Grabenstraße den Heeskampshof und Esternhovede, bevor sie in der Essener Straße mündet. |                                                            |
| Graitengraben          | 180 (im Stadtteil)            | Zufluss zur Berne                                                                                                | 9. Juli 1915        | Der Graitengraben ist eine verkehrsberuhigte Straße, die westlich von der Josef-Hoeren-Straße abzweigt und zum Graitenweg führt. Ein Fußweg führt westlich in den angrenzenden Stadtteil Altenessen wo die Straße Graitengraben fortgeführt wird. |                                                            |
| Graitenweg             | 310                           | Graintengraben bzw. Grytergraben ist ein Zufluss zur Berne                                                       | 30. Okt. 1928       | Die verkehrsberuhigte Straße zweigt nördlich von der Köln-Mindener-Straße ab und führt zum Graitengraben. |                                                            |
| Große Leining          | 300                           | Flurname | 5. Juni 1934        | Die Straße kreuzt den Heeskampshof und verläuft zwischen Von-Bergmann-Straße und Esternhovede. |                                                            |
| Großwesterkamp         | 590                           | Flurname | 16. Dez. 1975       | Die Straße zweigt nördlich von der Backwinkelstraße ab und verläuft am westlichen Rand der ehemaligen Kokerei Zollverein, bevor sie nahe der Köln-Mindener-Straße an der Bahnstrecke als Sackgasse endet. Vom Großwesterkamp geht die Straße An der Blumenwiese ab. |                                                            |
| Haldenstraße           | 670                           | Halde der Zeche Zollverein, Schacht I/II                                                                         | 29. März 1892       | Die Haldenstraße verläuft entlang der Stadtteilgrenze zu Katernberg zwischen Arendahls Wiese und Gelsenkirchener Straße. |                                                            |
| Hallostraße            | 480 (im Stadtteil)            | Flurname: Hochgelegener Wald                                                                                     | 29. März 1892       | Die Straße zweigt östlich von der Essener Straße ab und führt weiter in den Stadtteil Schonnebeck. |                                                            |
| Hangetal               | 565 + 180                     | Flurname: Hangethal                                                                                              | 20. Nov. 1937       | Die Straße ist ungewöhnlich segmentiert. Der südliche Teil der Straße führt von der Meerbeckshofstraße über Kösters Busch und Wallmannaue in einen Fußweg. Dieser verbindet die Straße Hangetal mit dem nördlichen Teil, der von der Essener Straße südlich abzweigt und zum Rolf-Dieter-Koch-Weg führt. Der Grund für die ungewöhnliche Segmentierung ist der Verlauf der ehemaligen Zechenbahn der Zeche Friedrich Ernestine an der heutigen Straße Zeche Ernestine. Diese Zechenbahn verlief in der Richtung der Wallmannaue, die teilweise als Fußweg die Strecke vom Stoppenberger Bach über die Ernestinenstraße erahnen lässt. Zwei Eisenbahnbrücken sind noch erhalten: am Hangetal und der Ernestinenstraße. |                                                            |
| Heeskampshof           | 470                           | Hof Heeskamp | 24. März 1977       | Das Erbleihgewinngut des Damenstiftes Stoppenberg ist 1475 urkundlich erwähnt. Letzte Leibgewinner waren Johann Heeskamp und Maria Catharina geborene Altenberg. 1843 war der Hof 132 Morgen groß. Die Straße zweigt nordwestlich von der Essener Straße ab und kreuzt die Grabenstraße und Große Leining. |                                                            |
| Helfenbergweg          | 475                           | Flurname | 12. Jan. 1934       | Die Straße zweigt westlich von der Ernestinenstraße ab und kreuzt Honigmannstraße, Steingröverstraße und Krekenberg. |                                                            |
| Herbertshof            | 170                           | Hofname | 20. Nov. 1937       | Die Straße verläuft parallel zu Esternhovede zwischen Grabenstraße und Essener Straße. |                                                            |
| Hertzlerstraße         | 200                           | Heinrich Hertzler (1851–1929), Lehrer und Rektor an der Wilhelmschule in Stoppenberg                             | 20. Nov. 1937       | Heinrich Hertzler war 1878 erster Lehrer an der evangelischen Wilhelmschule in Stoppenberg an der Nikolausstraße. Später wurde er Rektor der Einrichtung, an der er bis 1915 beschäftigt war. 2010 beschloss der Stadtrat die Städtische Gemeinschaftsgrundschule aufzugeben, im Sommer 2013 wurde die Schule nach 135 Jahren geschlossen. Die Hertzlerstraße liegt parallel zum Hugenkamp zwischen den Straßen Etterbach und Vinzenzstraße. |                                                            |
| Honigmannstraße        | 570                           | Ernst Honigmann (1824–1902), Maschinenfabrikant                                                                  | 20. Nov. 1937       | Die Honigmannstraße verläuft bogenförmig südlich des Helfenbergweg. Die Straßen Krekenberg, Glückaufstraße und Rüggenkamp zweigen von ihr ab. |                                                            |
| Hubert-Bollig-Straße   | 975                           | Theodor Hubert Bollig (1899–1982), Pfarrer                                                                       | 13. Juni 2006       | Die Hubert-Bollig-Straße ist eine mehrfach verästelte verkehrsberuhigte Siedlungsstraße, die nördlich von der Essener Straße abzweigt. |                                                            |
| Huckshorst             | 260                           | Flurname, 1449 urkundlich erwähnt                                                                                | etwa 1921           | Die Straße zweigt westlich von der Nikolausstraße ab, kreuzt den Hugenkamp und verläuft als verkehrsberuhigte Straße weiter westwärts, bevor sie als Sackgasse endet. |                                                            |
| Hugenkamp              | 680                           | Flurname | 20. Nov. 1937       | Die Straße zweigt nördlich von der Gelsenkirchener Straße ab, kreuzt unter anderem die Straße Kapitelwiese und mündet in Arendahls Wiese. |                                                            |
| Hüsertreppe            | 35                            | Landschaftliches Merkmal                                                                                         | 20. Nov. 1937       | Aus der Begründung: Vom Helfenbergweg steigt man eine Treppe hinaus und gelangt dann zu dieser Straße, an der vier Häuser, mundartlich Hüser, stehen. Die Straße zweigt nördlich von der Springmannstraße ab. |                                                            |
| Im Brilken             | 80                            | Flurname | 20. Nov. 1937       | Es ist eine kurze Verbindungsstraße zwischen Grabenstraße und Essener Straße. |                                                            |
| Im Looscheid           | 665                           | Flurname: Im Looksen                                                                                             | 20. Nov. 1937       | Die Straße Im Looscheid verläuft zwischen der Twentmannstraße und Backwinkelstraße. An der Straße liegt die Kirche Hl. Erstmärtyrer und Erzdiakon Stefan der serbisch-orthodoxen Gemeinde. | Im Looscheid, Kirche Hl. Erstmärtyrer und Erzdiakon Stefan |
| Im Mühlenbruch         | 935                           | Flurname | 1. Juni 1926        | Die Straße führt die Landesstraße L 20 und liegt zwischen der Gelsenkirchener Straße und Backwinkelstraße. |                                                            |
| Im Natt                | 365                           | Flurname | 29. März 1892       | In einem Register 1357 wird der Hof bzw. der Flurname „Natt“ erwähnt. Die Straße verbindet Hallostraße und Gelsenkirchener Straße und kreuzt den Conrad-Engels-Weg. |                                                            |
| Im Streb               | 160                           | Bergbaubegriff                                                                                                   | 3. März 1953        | Mit dem Begriff Streb wird im Bergbau ein schmaler langer Abbauraum bezeichnet. |                                                            |
| In den Lotten          | 505                           | Flurname | 15. Juli 1954       | Die Straße ist eine mehrfach verästelte Siedlungsstraße am Kapitelacker. |                                                            |
| Josef-Hoeren-Straße    | 950 + 110 (im Stadtteil)      | Joseph Hoeren (1825–1907), Bürgermeister in Stoppenberg von 1874 bis 1891                                        | 22. Sep. 1971       | Die Josef-Horen-Straße führt von der Köln-Mindener-Straße im Süden über die Bruchstraße und Am Reiterhof, bevor sie die Stadtteilgrenze nach Katernberg überschreitet. |                                                            |
| Kapitelacker           | 510                           | Anlehnung an die Kapitelwiese                                                                                    | 15. Juli 1954       | Die Siedlungsstraße liegt westlich von Im Mühlenbruch und in der Nähe von In den Lotten. |                                                            |
| Kapitelberg            | 100                           | Nach dem Stoppenberger Kanonissenstift                                                                           | 20. Nov. 1937       | Das ehemalige adlige freiweltliche Kanonissenstift wurde von der Essener Äbtissin Swanhild (1073–1085) gegründet und 1811 aufgehoben. Als Kapitel bezeichnet man eine Versammlung stimmberechtigter Klostermitglieder. | Stiftskirche Stoppenberg                                   |
| Kapitelwiese           | 535                           | Flurname | 12. Jan. 1934       | Die Kapitelwiese zweigt westlich von der Gelsenkirchener Straße ab und kreuzt Nikolausstraße und Hugenkamp. |                                                            |
| Kersthover Höhe        | 245                           | Flurname | 31. Juli 1952       | Die Straße verläuft zwischen dem Kersthover Ring und Im Looscheid. |                                                            |
| Kersthover Ring        | 615 + 95                      | Flurname | 20. Nov. 1937       | Der Kersthover Ring verläuft bogenförmig nördlich von Im Looscheid und parallel zum Löskenweg. |                                                            |
| Köln-Mindener-Straße   | 1410 (im Stadtteil)           | Bahnstrecke der Köln-Mindener-Eisenbahn                                                                          | 4. Feb. 1904        | Die Straße verläuft von der Grenze zu Altenessen-Süd im Westen entlang der ehemaligen Köln-Mindener-Eisenbahn bis zur Grenze nach Katernberg im Osten. Südlich der Straße liegt die Zeche Zollverein. |                                                            |
| Kösters Busch          | 185                           | Flurname | 15. Jan. 1936       | Kötter Köster besaß hier ein Plenterwäldchen. Die Straße verläuft südlich vom Hangetal und zweigt in die Gerhard-Küchen-Straße und Leonhardstraße ab. |                                                            |
| Krekenberg             | 120                           | Flurname | 20. Nov. 1937       | Die Straße verbindet die Honigmannstraße mit dem Helfenbergweg. |                                                            |
| Kyffhäuserstraße       | 255                           | Kyffhäuser, Mittelgebirge im Harz                                                                                | 20. Nov. 1937       | Die Kyffhäuserstraße verbindet die Straßen Schultenkamp und Stiftsdamenwald. |                                                            |
| Lauenbüschken          | 405                           | Flurname | 20. Nov. 1937       | Die Straße liegt in der Nähe der Grenze nach Altenessen-Süd und verläuft über den Löskenweg und Kersthover Ring. |                                                            |
| Leonhardstraße         | 95                            | Johann Hermann Leonhard (1835–1905), Stifter der Augenheilanstalt Mülheim an der Ruhr                            | 20. Dez. 1910       | Die Siedlungsstraße zweigt vom Kösters Busch ab. |                                                            |
| Linnekeskamp           | 400                           | Flurname | 3. März 1953        | Die Straße zweigt vom Hugenkamp ab und liegt in der Nähe von Im Streb. |                                                            |
| Lommenweg              | 140                           | Familienname | 15. Juli 1954       | Die aus Kalkar am Niederrhein stammende Familie Lommen betrieb seit 1870 eine Gaststätte an der Gelsenkirchener Straße, Ecke Hugenkamp. Die später in Schultheis umbenannt Gaststätte ist nicht mehr in Betrieb. |                                                            |
| Löskenweg              | 690                           | Flurname: Im Loosken                                                                                             | 20. Nov. 1937       | Die Siedlungsstraße zweigt westlich von der Gelsenkirchener Straße ab und endet als Sackgasse. |                                                            |
| Manderscheidtstraße    | 360 (im Stadtteil)            | Gräfinnen zu Manderscheidt-Blankenheim                                                                           | 18. Sep. 1974       | Die Straße wurde 1974 ostwärts im Verlauf und nördlich der Langemarckstraße verlängert, womit die von Frillendorf nach Stoppenberg reicht. |                                                            |
| Martin-Kremmer-Straße  | 205                           | Martin Kremmer (1895–1945), Architekt                                                                            | 15. Aug. 2006       | Die Sackgasse zweigt nordwestlich von der Bullmannaue ab. |                                                            |
| Mathiashof             | 350                           | | 26. Sep. 1991       | Die Siedlungsstraße verzweigt sich mehrfach, abgehend vom Victoriahain. |                                                            |
| Meerbeckshofstraße     | 200                           | Hofname | 9. Mai 1908         | Diese Straße verbindet Helfenbergweg und Hangetal. |                                                            |
| Niehammerstraße        | 240                           | Kottennamen | 12. Dez. 1957       | Abzweigend von der Bruchstraße liegt diese Stichstraße an der Grenze zu Katernberg. |                                                            |
| Nikolausstraße         | 365                           | Nikolausschule                                                                                                   | 6. Mai 1914         | Die katholische Nikolausschule wurde am Nikolaustag, dem 6. Dezember 1911, ihrer Bestimmung übergeben. Sie wird aktuell als Grundschule genutzt (Stand Dezember 2022). Die Straße zweigt nördlich von der Gelsenkirchener Straße ab. |                                                            |
| Nothofsbusch           | 125                           | Flurname | 21. Apr. 1971       | Die Stichstraße geht südlich von Im Looscheid ab. |                                                            |
| Philippstraße          | 505 (im Stadtteil)            | Philipp Lochmann (1838–1918), Grundbesitzer in Stoppenberg (Lochmannskotten)                                     | 23. März 1904       | Die Straße liegt an der Grenze nach Altenessen-Süd zwischen Ramers Kamp und Bruchstraße. |                                                            |
| Rahmbruchsweg          | 85                            | Flurname | 25. Apr. 1962       | Diese Zufahrtsstraße verläuft nördlich vom Erlenkampsweg. |                                                            |
| Ramers Kamp            | 215 (im Stadtteil)            | Flurname | 20. Nov. 1937       | Der Ramers Kamp ist größtenteils verkehrsberuhigt und verläuft zwischen dem Oberholzweg (Altenessen) und der Josef-Hoeren-Straße (Stoppenberg). |                                                            |
| Röhrkestraße           | 245                           | Flurname | 3. Okt. 1932        | Die Straße verbindet die Rahmstraße mit dem Erlenkampsweg in der Nähe der Grenze nach Altenessen-Süd. |                                                            |
| Rolf-Dieter-Koch-Weg   | 100                           | Rolf-Dieter Koch (1927–1983), Vorsitzender des Katholikenausschusses                                             | 13. Juni 2006       | Die Siedlungsstraße zweigt östlich vom Hangetal ab und verläuft parallel zur Essener Straße. |                                                            |
| Roonstraße             | 100                           | Albrecht Graf von Roon (1803–1873), preußischer Generalfeldmarschall                                             | 12. Juli 1907       | Die Straße verläuft parallel zum Stiftsdamenwald und verbindet die Hallostraße mit der Kyffhäuserstraße. |                                                            |
| Rüggenkamp             | 160                           | Flurname | 20. Nov. 1937       | Die Straße verbindet Glückaufstraße und Honigmannstraße. |                                                            |
| Schultenkamp           | 180                           | Flurname | ursprünglich        | Die Siedlungsstraße verläuft parallel zur Ernestinenstraße und mündet in die Schwanhildenstraße. |                                                            |
| Schwanhildenhöhe       | 120                           | Schwanhildis, Essener Äbtissin von 1073 bis 1083                                                                 | 20. Nov. 1937       | Schwanhildis aus der Familie der Grafen von Hückeswagen gründete im Jahr 1073 das freiweltliche Damenstift in Stoppenberg. |                                                            |
| Schwanhildenstraße     | 480                           | Schwanhildis, Essener Äbtissin von 1073 bis 1083                                                                 | 4. Okt. 1899        | Schwanhildis aus der Familie der Grafen von Hückeswagen gründete im Jahr 1073 das freiweltliche Damenstift in Stoppenberg. Die Schwanhildenstraße zweigt südlich von der Hallostraße ab, führt am Barbarossaplatz vorbei, kreuzt die Ernestinenstraße und endet nahe der Hubert-Bollig-Straße. An der Schwanhildenstraße liegt auch das Rathaus Stoppenberg. | Essen-Stoppenberg Nikolausschule II                        |
| Seumannstraße          | 540 (im Stadtteil)            | Hofname | 9. Juli 1915        | Die Straße liegt an der Grenze nach Altenessen-Süd und auf der Strecke des Ausbaus der Bundesautobahn 52. |                                                            |
| Springmannstraße       | 210                           | Anna Maria Stinnes, geborene Springmann (1808–1865), Ehefrau von Mathias Stinnes                                 | 20. Dez. 1910       | Die Siedlungsstraße zweigt westlich der Steingröverstraße ab und endet als Sackgasse. |                                                            |
| Steingröverstraße      | 150                           | Arnold Christopher Steingröver (1825–1887), Bergwerksdirektor                                                    | 20. Dez. 1910       | Die Straße verbindet den Helfenbergweg mit der Gerhard-Küchen-Straße. |                                                            |
| Stiftsdamenwald        | 310 + 70                      | Die Flur Juffernbusch gehörte dem Damenstift in Stoppenberg                                                      | 20. Nov. 1937       | Die Siedlungsstraße zweigt südöstlich von der Hallostraße ab. |                                                            |
| Stoppenberger Platz    | 25 x 36                       | Bürgermeisterei Stoppenberg                                                                                      | 14. Nov. 1935       | Vom 29. März 1892 bis 1935 hieß der Platz Rathausplatz. Der Platz liegt an der Ernestinenstraße, Ecke Schwanhildenstraße. |                                                            |
| Theodor-Pyls-Straße    | 330                           | Theodor Pyls (1872–1944), Pfarrer an der Sankt Nikolaus Kirche Stoppenberg                                       | 16. Dez. 1970       | Die Siedlungsstraße zweigt südwestlich von der Ernestinenstraße ab und liegt in der Nähe der Schwanhildenstraße. |                                                            |
| Turnerweg              | 305                           | Weg zum Sportplatz am Hallosiepen                                                                                | 17. Jan. 1951       | Die Straße verbindet den Buchenkamp mit dem Stiftsdamenwald. |                                                            |
| Tuttmannstraße         | 370                           | Hofname | 17. Juni 1933       | Die Straße zweigt von der Twentmannstraße ab und liegt in an der Grenze nach Altenessen-Süd. |                                                            |
| Twentmannstraße        | 775 (im Stadtteil)            | Gut Twentmann (zum Oberhof Viehof gehörend)                                                                      | 9. Juli 1915        | Die Straße verläuft von der Grabenstraße im Süden weiter über die Grenze nach Altenessen-Süd. | Twentmannstraße, Zeche Helene                              |
| Vinzenzstraße          | 150                           | Zur Nikolauskirche gehörendes Vinzenzkrankenhaus                                                                 | 4. Feb. 1902        | Die Straße verbindet Hugenkamp und Hertzlerstraße und kreuzt die Nikolausstraße. |                                                            |
| Victoriahain           | 590                           | Zeche Victoria Mathias                                                                                           | 26. Sep. 1991       | Die Siedlungsstraße liegt südlich der Essener Straße und in der Nähe vom Mathiashof. |                                                            |
| Von-Bergmann-Straße    | 210                           | Ernst von Bergmann (1836–1907), Chirurg                                                                          | 20. Nov. 1937       | Die Straße verbindet die Essener Straße im Süden mit der Grabenstraße im Norden. |                                                            |
| Wallmannaue            | 230                           | Hofname: Wallmann                                                                                                | 28. Sep. 1978       | Die Zufahrtsstraße zweigt vom Hangetal ab. |                                                            |
| Wiesmannskotten        | 160                           | Kotten | 3. Aug. 1999        | Die Stichstraße zweigt südlich von der Twentmannstraße ab. |                                                            |
| Wilhelm-Gefeller-Weg   | 340                           | Wilhelm Gefeller (1906–1983), Gewerkschafter und Sozialdemokrat                                                  | 26. Aug. 2008       | Die Siedlungsstraße zweigt östlich von der Josef-Hoeren-Straße ab. |                                                            |
| Winkelskämpchen        | 180                           | Flurname | 18. Sep. 1974       | Die Straße kreuzt Lauenbüschken und verläuft parallel zum Löskenweg. |                                                            |
| Wintershove            | 155                           | Hofname, der im Kettenbuch 1332 beurkundet ist                                                                   | 3. Juni 1965        | Die Stichstraße zweigt nördlich von der Twentmannstraße ab. |                                                            |
| Zeche Ernestine        | 265                           | Steinkohlebergwerg Friedrich Ernestine                                                                           | 27. Nov. 1933       | Die Straße liegt in der Nähe der Grenze nach Frillendorf und zweigt östlich von der Ernestinenstraße ab. |                                                            |

## Liste ehemaliger Straßennamen
Die Liste ehemaliger Straßennamen erhebt keinen Anspruch auf Vollständigkeit.
| Name                | von           | bis           | umbenannt in (aktuell)                    | Herleitung | Bemerkungen |
| ------------------- | ------------- | ------------- | ----------------------------------------- | ---------- | --- |
| Albertstraße        | 24. Dez. 1909 | 12. Jan. 1934 | → Kapitelwiese                            |            | Westlich des Hugenkamps hieß die Kapitelwiese Wiesenstraße, östlich davon Albertstraße. |
| Altenessener Straße | 29. März 1892 | 17. Juni 1933 | → Tuttmannstraße                          |            | |
| Am alten Friedhof   | 30. Okt. 1928 | 20. Nov. 1937 | → Schwanhildenhöhe                        |            | |
| Am Kirchberg        | 29. März 1892 | 30. Okt. 1928 | → Kirchberg (aktuell Kapitelberg)         |            | |
| Amalienstraße       | 20. Feb. 1911 | 20. Nov. 1937 | → Rüggenkamp                              |            | |
| Bahnhofstraße       | 4. Feb. 1904  | 20. Nov. 1937 | → Im Brilken                              |            | |
| Barbarastraße       | 20. Dez. 1910 | 20. Nov. 1937 | → Hüsertreppe                             |            | |
| Beuststraße         | 20. Dez. 1910 | 20. Nov. 1937 | → Springmannstraße                        |            | |
| Bismarckstraße      | 12. Juli 1907 | 20. Nov. 1937 | → Stiftsdamenwald                         |            | |
| Blumenkamp          | 24. Dez. 1909 | 14. Nov. 1935 | → Etterbach                               |            | |
| Bruchweiher         | 27. Nov. 1934 | 22. Sep. 1971 | → Josef-Hoeren-Straße                     |            | Der Straßenverlauf wurde durch die Schließung des Bahnübergangs unterbrochen. Der nördliche Teil der Straße ab der Köln-Mindener-Straße wird 1971 zur Josef-Hoeren-Straße. 1975 wird der südliche Teil bis zur Backwinkelstraße zum Großwesterkamp. |
| Bruchweiher         | 27. Nov. 1934 | 16. Dez. 1975 | → Großwesterkamp                          |            | |
| Friedrichstraße     | vor 1906      | 14. Nov. 1935 | → Esternhovede                            |            | |
| Gerhardstraße       | 27. Nov. 1906 | 20. Feb. 1911 | → Amalienstraße (aktuell Rüggenkamp)      |            | |
| Glückaufstraße      | 2. Okt. 1906  | 18. Dez. 1906 | → Stinnesstraße (aktuell Honigmannstraße) |            | |
| Hügelstraße         | 13. Dez. 1896 | 9. Juli 1915  | → Backwinkelstraße                        |            | |
| Hugenstraße         | 29. März 1892 | 20. Nov. 1937 | → Hugenkamp                               |            | |
| Kaiserstraße        | 1899          | 20. Nov. 1937 | → Herbertshof                             |            | |
| Kirchberg           | 30. Okt. 1928 | 20. Nov. 1937 | → Kapitelberg                             |            | |
| Kleine Grabenstraße | 29. Jan. 1925 | 20. Nov. 1937 | → Von-Bergmann-Straße                     |            | |
| Köstersbuschstraße  | 20. Dez. 1910 | 15. Jan. 1936 | (weggefallen)                             |            | Die ehemalige Köstersbuschstraße war eine Parallelstraße der damaligen Zechenstraße (aktuell Kösters Busch). |
| Küchenstraße        | 20. Dez. 1910 | 20. Feb. 1911 | → Gerhard-Küchen-Straße                   |            | |
| Kuhstraße           | 5. Dez. 1907  | 5. Juni 1934  | → Große Leining                           |            | |
| Lessingstraße       | 11. Mai 1906  | 9. Juli 1915  | → Graitengraben                           |            | |
| Lohstraße           | 29. März 1892 | 20. Nov. 1937 | → Arendahls Wiese                         |            | Die Lohstraße wurde 1937 in Katernberger Straße und Arendahls Wiese umbenannt. Am 17. Dezember 1963 wurde die Straße Arendahls Wiese verlängert. |
| Marktplatz          | etwa 1900     | 14. Nov. 1935 | → Barbarossaplatz                         |            | |
| Mathiasstraße       | 4. Mai 1909   | 20. Nov. 1937 | → Krekenberg                              |            | |
| Nikolausstraße      | 6. Mai 1914   | 20. Nov. 1937 | → Hertzlerstraße                          |            | |
| Nordstraße          | 29. März 1892 | 27. Nov. 1934 | → Bruchweiher                             |            | |
| Rathausplatz        | 29. März 1892 | 14. Nov. 1935 | → Stoppenberger Platz                     |            | |
| Salkenbergsweg      | 29. März 1892 | 12. Jan. 1934 | → Helfenbergweg                           |            | |
| Schulhof            | 20. Nov. 1937 | 16. Dez. 1970 | → Theodor-Pyls-Straße                     |            | |
| Schulstraße         | 4. Mai 1901   | 20. Nov. 1937 | → Schulhof (aktuell Theodor-Pyls-Straße)  |            | |
| Stinnesstraße       | 27. Nov. 1906 | 18. Dez. 1906 | → Glückaufstraße                          |            | |
| Stinnesstraße       | 18. Dez. 1906 | 20. Nov. 1937 | → Honigmannstraße                         |            | |
| Südstraße           | 29. März 1892 | 20. Nov. 1937 | → Hangetal                                |            | |
| Wasserstraße        | 22. Feb. 1904 | 30. Okt. 1928 | → Erlenkampsweg                           |            | Zwischen dem 4. und 22. Februar 1904 hieß die Straße kurzzeitig Winkelstraße. am 13. Dezember 1961 wurde der Erlenkampsweg verlängert, |
| Wasserstraße        | 22. Feb. 1904 | 25. Apr. 1962 | → Rahmbruchsweg                           |            | |
| Wiesenstraße        | 24. Dez. 1909 | 12. Jan. 1934 | → Kapitelwiese                            |            | Westlich des Hugenkamps hieß die Kapitelwiese Wiesenstraße, östlich davon Albertstraße. |
| Wilhelmstraße       | 5. Dez. 1907  | 24. März 1977 | → Heeskampshof                            |            | |
| Zechenstraße        | 20. Dez. 1910 | 15. Jan. 1936 | → Kösters Busch                           |            | |
| Zechenstraße        | 20. Dez. 1910 | 27. Nov. 1933 | → Zeche Ernestine                         |            | |
| Ziegelstraße        | 29. März 1892 | 5. Juni 1934  | → Haldenstraße                            |            | Die Ziegelstraße war die nördliche Verlängerung der Haldenstraße und übernahm 1934 auch ihren Namen. An der Ziegelstraße stand ca. 1910 eine Ziegelei.                                                                                              |
| Zollvereinstraße    | 4. Okt. 1899  | 1. Juni 1926  | → Im Mühlenbruch                          |            | |